# Пинкетт-Смит, Джада
Джада Корен Пинкетт-Смит (англ. Jada Koren Pinkett Smith; род. 18 сентября 1971) — американская актриса, певица, продюсер, режиссёр, писательница и предприниматель.
Она начала свою карьеру в 1990 году, появившись в эпизоде комедии «Истинные цвета». Снялась более чем в 20 фильмах в различных жанрах, в том числе «Крик 2», «Али», серии «Матрица», «Соучастник» и других. На её счету также драматические роли в фильмах «Угроза обществу» (1993) и «Вызов» (1996).
Пинкетт-Смит также занимается музыкальной карьерой с 2002 года, когда она создала метал-группу Wicked Wisdom, в которой она является вокалисткой и композитором. Она также создала музыкальную компанию и выпустила авторскую книгу, изданную в 2004 году.
В 1997 году она вышла замуж за рэпера и актёра Уилла Смита. У них трое детей — Джейден, Уиллоу и Трей (от предыдущего брака Уилла).

## Биография

### Детство и юность
Джада Пинкетт-Смит родилась в Балтиморе, штат Мэриленд в семье Эдриенн Банфилд-Джонс, старшей медсестры из городской клиники в Балтиморе, и Робсола Пинкетта-младшего, который руководил строительной компанией. Имя Джада ей дали в честь любимой актрисы её матери Джады Роуленд.
Мать Джады забеременела ещё в школе. Вскоре Банфилд-Джонс и Пинкетт-мл. поженились, но потом развелись через несколько месяцев. Банфилд-Джонс воспитывала Джаду вместе с её мамой, Марион Мартин Банфилд, которая была нанята в качестве социального работника. Именно бабушка заметила страсть внучки к искусству и направила её на уроки по классу фортепиано, чечётки и балета. Пинкетт-Смит и сейчас близка со своей матерью, и пояснила, что «отношения матери и дочери, как правило, самые честные, и поэтому мы так близки».

«Моя мама понимала, чего я хотела, и никогда не стояла на моём пути».
Оригинальный текст (англ.)"[My mother] understood what I wanted and never stood in my way."

Пинкетт-Смит вест-индийского, креольского и португало-еврейского происхождения. У неё также есть младший брат, актёр и писатель Калиб Пинкетт.
Пинкетт-Смит училась в школе Baltimore School for the Arts в направлении танец и театр, которую она окончила в 1989 году. Джада продолжила своё образование в школе North Carolina School of the Arts, но бросила её через год. Позже она переехала в Лос-Анджелес, штат Калифорния, чтобы сосредоточиться на актёрской карьере.

### Начало карьеры
Карьера Пинкетт-Смит началась в 1990 году, когда она появилась в эпизоде комедии «Истинные цвета». Затем она снялась в телевизионной драме «Мир Мо», который никогда не был показан. Она получала маленькие роли в телевизионных сериалах, таких, как «Доктор Дуги Хаузер» (1991) и «Джамп стрит, 21» (1991). В 1991 году Пинкетт-Смит предложили роль Лены Джеймс в ситкоме «Другой мир» режиссёра Билла Косби, где она была в течение 36 эпизодов.
В 1994 году Пинкетт-Смит исполнила роль Пичес в комедии «Пропавшие миллионы» вместе с актёром Киненом Айвори Уэйансом. Она описала свою героиню как «неопытную», и её роль вызвала положительные отзывы. Газета The New York Times отметила, что «г-жа Пинкетт, чьё исполнение такое же дерзкое и обжигающее, как записи Salt-N-Pepa, уходит с фильмом».
После роли в фильме «Байки из склепа: Рыцарь-демон» (1995) Джада сыграла роль Карлы Парти вместе с актёром и комиком Эдди Мёрфи в фильме «Чокнутый профессор» (1996). Фильм заработал $ 25 млн в первый уик-энд и был показан в 2000 кинотеатрах.
Следующая роль Пинкетт-Смит в фильме «Вызов» (1996) вместе с Куин Латифой, Вивикой Фокс и Кимберли Элиз, в котором рассказывается о четырёх женщинах, которые грабят банки, спасаясь от нищеты. Её роль в фильме была отмечена в газете San Francisco Chronicle.
В 1997 году Пинкетт-Смит снялась в фильме «Крик 2» в роли Морин Эванс, студентки колледжа. В американском прокате фильм собрал $ 100 млн. В 2000 году Джада была приглашена в сатирический фильм Спайка Ли «Замороченные» для исполнения роли Слоан Хопкинс, личного помощника главного героя, которого играл Дэймон Уэйанс. Хотя фильм получил посредственные отзывы, он получил награду на церемонии «Национальный совет кинокритиков США».

### После 2001 года
Её самой известной ролью на сегодняшний день является роль Ниобы в фильмах «Матрица: Перезагрузка» (2003) и «Матрица: Революция» (2003). Образ Ниобы был создан, в частности, с самой Пинкетт-Смит. Сразу после съёмок фильма «Али» (2001) Пинкетт-Смит улетела в Австралию, чтобы сниматься в сиквелах.
В 2004 году Джада озвучила бегемотиху Глорию в мультфильме «Мадагаскар». Она также озвучила Глорию в последующих двух сиквелах мультфильма.
В 2008 году Пинкетт-Смит появилась в роли писательницы-лесбиянки Алекс Фишер в комедии «Женщины». Вместе с ней в фильме снялись Аннетт Бенинг, Дебра Мессинг, Ева Мендес и Мег Райан. Все пятеро были номинированы на «Золотую малину» в номинации «Худшая женская роль».
Дебютом Пинкетт-Смит в качестве режиссёра стал фильм «Человеческий контракт». Она также написала сценарий к этому фильму и сыграла в нём главную роль. Фильм дебютировал на Каннском кинофестивале в мае 2008 года.
С января 2009 года она начала работать в медицинской драме «Хоторн», в которой она снялась в главной роли и была исполнительным продюсером. Однако в сентябре 2011 года показ сериала был прекращён.

### Музыкальная карьера
В 2002 году Джада Пинкетт-Смит сформировала метал-группу Wicked Wisdom, в которой она выступает под сценическим именем Джада Корен. Группа состоит из самой Пинкетт-Смит (вокал), Покета Оноре (гитара, вокал), Камерон Грэйвс (гитара, клавишные, вокал), Рио Лоуренса (бас, вокал) и Филипа Фишера. Группа управляется Джеймсом Ласситером и Мигелем Мелендесом из компании Overbrook Entertainment, соучредителем которой также является муж Джады Уилл Смит. Он также был исполнительным продюсером группы.
Дебютный альбом группы под названием My Story вышел в свет в 2004 году.
Второй одноимённый альбом группы был выпущен 21 февраля 2006 года. Альбом достиг 44 места в чарте Billboard и находился на этом месте в течение недели от 11 марта 2006 года. В этом же году группа отправилась в мировое турне вместе с другой метал-группой Sevendust.
Третий альбом был выпущен в 2007 году и получил название Wrath of the Wicked.
В 2004 году Wicked Wisdom открывала мировой тур Бритни Спирс The Onyx Hotel Tour в Европе.
В 2005 году Шэрон Осборн отправилась посмотреть группу Wicked Wisdom, которая выступала в небольшом ночном клубе в Лос-Анджелесе. Она сказала: «Я была просто потрясена. Когда вы видите и слышите Джаду в её группе, очевидно, что она не проявляет ничего, кроме любви и уважения к этому жанру музыки».
В мае 2005 года организаторы фестиваля Ozzfest объявили, что Wicked Wisdom будет выступать во втором этапе. Поклонники фестиваля были возмущены, заявив, что группа не имеет доверия, чтобы выступать на музыкальном фестивале. После вопросов насчёт выступления группы на Ozzfest Пинкетт-Смит заявила: «Я никому не буду делать никаких одолжений. Мы должны выступить». Гитарист группы Покет Оноре сказал, что «как только стало известно, что мы не шутили, люди стали уходить, и на шестом или седьмом выступлении мы были раскритикованы».

### Бизнес-карьера
После открытия музыкальной компании 100 % Womon Productions в 1994 году Джада создала свой собственный модный лейбл Maja. Линия одежды предлагает женщинам футболки и платья, украшенные лозунгом Sister Power, которые продаются в основном через небольшие каталоги.
В 2003 году Джада и Уилл создали телесериал All of Us, который был показан на канале UPN. В 2004 году Пинкетт-Смит опубликовала книгу для детей «Девочки, держите этот мир». Пинкетт-Смит рассказала: «Я написала эту книгу для Уиллоу, для своих друзей и для всех девочек в мире, которые нуждаются в утверждении о том, что женщин очень много в мужском мире. Я действительно пыталась рассказать о различных сторонах женственности. Я хочу, чтобы девочки чувствовали себя сильными, чтобы знали, что они могут иметь власть, что они изменят мир в ту сторону, в какую они хотят».
В 2005 году Пинкетт-Смит стала одной из многих знаменитостей, вложившей в общей сложности $ 10 млн в Carol’s Daughter, линию косметики, созданную Лизой Прайс. Она стала представителем линии, сказав: «Иметь часть мечты другой афро-американской женщины бесценно для меня».

### Благотворительность и политика
Вместе со Смитом Джада Пинкетт-Смит создала благотворительную организацию The Will and Jada Smith Family Foundation в Балтиморе, штат Мэриленд, которая направлена на поддержку молодёжи и семьи. Тётя Джады, Карен Банфилд Эванс, является исполнительным директором фонда. Организация была удостоена премии David Angell Humanitarian Award от Ассоциации американских сценаристов в 2006 году. The Will and Jada Smith Family Foundation предоставила денежные суммы организациям YouthBuild и Capital К-9.
Когда тёте Джады был поставлен диагноз волчанка, The Will and Jada Smith Family Foundation в сотрудничестве с Lupus Foundation of America и Maybelline организовали ежегодное мероприятие Butterflies Over Hollywood, которое впервые состоялось 29 сентября 2007 года в театре El Rey в Лос-Анджелесе. В 2007 году организации The Will and Jada Smith Family Foundation была вручена награда.
Во время учёбы в школе Baltimore School for the Arts Пинкетт-Смит познакомилась и подружилась с Тупаком Шакуром. Они дружили до его смерти в сентябре 1996 года. В декабре 2006 года она пожертвовала 1 млн $ школе Baltimore School for the Arts в честь его памяти.
В 2012 году от имени PETA Пинкетт-Смит написала письмо мэру Балтимора с просьбой посетить цирк Ringling Brothers Circus в поддержку защиты слонов от использования анкуса.

### Саентология
После знакомства с Томом Крузом во время съёмок фильма «Соучастник» Джада и Уилл пожертвовали 20 тыс. $. организации Hollywood Education and Literacy Program.
В 2008 году пара была подвергнута резкой критике, когда они решили выделить средства частной школе New Village Leadership Academy, расположенной в Калабасасе, Калифорния.
Сама пара отрицала, что являются саентологами.

## Личная жизнь

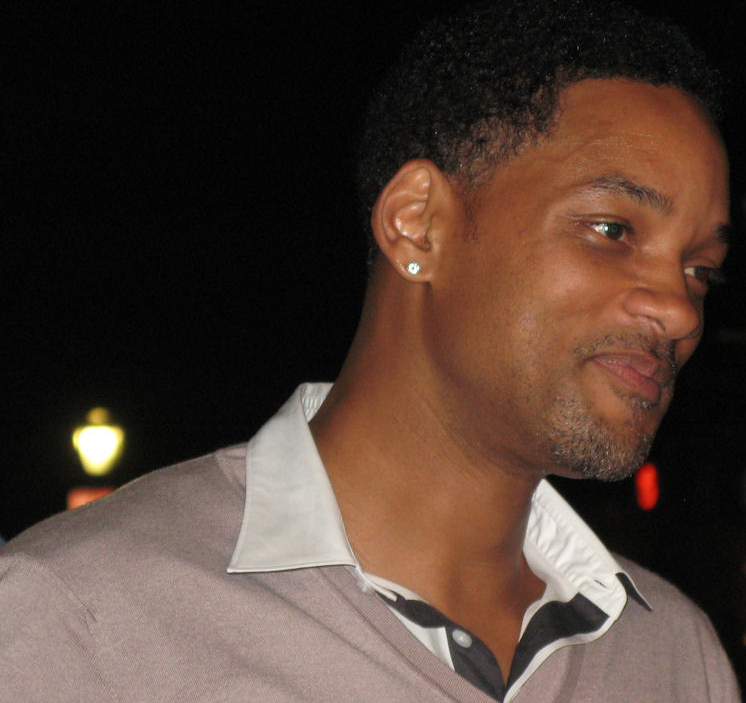
Пинкетт-Смит вышла замуж за Уилла Смита в 1997 году, и снялась вместе с ним в фильме Али

Пинкетт-Смит встретилась с Уиллом Смитом в 1990 году на съёмках телесериала «Принц из Беверли-Хиллз», когда она пробовалась на роль подруги главного героя, Лизы Уилкс.
Джада и Уилл стали друзьями, и начали встречаться в 1995 году. 31 декабря 1997 года они поженились. Около 100 гостей присутствовали на их свадьбе. Насчёт замужества Пинкетт-Смит сказала, что они являются «частными лицами», и сказала в одном интервью: «Я заброшу свою карьеру, прежде чем я позволю ей разрушить наш брак. Я это ясно дала понять Уиллу. Я бы забросила её полностью».
Пара имеет двух детей: Джейден (род. 8 июля 1998), Уиллоу (род. 31 октября 2000). Также у Уилла есть третий ребёнок от первого брака — Трей (род. 11 ноября 1992).
Уилл отметил в 2008 году: «Мы не строгие, но мы определённо считаем, что строгость — это очень важное качество в воспитании детей. Они должны понимать, что они нуждаются в управлении».
В августе 2011 года появились слухи, что Джада Пинкетт-Смит и Уилл Смит решили развестись после 13 лет брака якобы из-за того, что у Пинкетт-Смит начался роман с партнёром по сериалу «Хоторн» Марком Энтони. Однако сын Трей от первого брака Уилла и сама пара опровергли эти слухи.
Сейчас семья проживает в Малибу.
В октябре 2023 года стало известно, что пара рассталась в 2016 году, но оформлять развод они не собираются.

## Фильмография
| Год       |     | Русское название              | Оригинальное название              | Роль                |
| --------- | --- | ----------------------------- | ---------------------------------- | ------------------- |
| 1990      | с   | Истинные цвета                | True Colors                        | Беверли             |
| 1990      | с   | Мир Мо                        | Moe's World                        | Натали              |
| 1991      | с   | Джамп стрит, 21               | 21 Jump Street                     | Николь              |
| 1991      | с   | Доктор Дуги Хаузер            | Doogie Howser, M.D.                | Триш Эндрюс         |
| 1991—1993 | с   | Другой мир                    | A Different World                  | Лена Джеймс         |
| 1993      | ф   | Угроза обществу               | Menace II Society                  | Ронни               |
| 1994      | ф   | Чернильница                   | The Inkwell                        | Лорен Келли         |
| 1994      | ф   | Узы братства                  | Jason's Lyric                      | Лирика              |
| 1994      | ф   | Пропавшие миллионы            | A Low Down Dirty Shame             | Пичес Джордан       |
| 1995      | ф   | Байки из склепа: Рыцарь-демон | Tales from the Crypt: Demon Knight | Джерилайн           |
| 1996      | ф   | Чокнутый профессор            | The Nutty Professor                | Карла Парти         |
| 1996      | с   | Если бы стены могли говорить  | If These Walls Could Talk          | Пэтти               |
| 1996      | ф   | Вызов                         | Set It Off                         | Лита Ньюсам         |
| 1997      | ф   | Крик 2                        | Scream 2                           | Морин Эванс         |
| 1997      | мф  | Принцесса Мононокэ            | Princess Mononoke                  | Токи                |
| 1998      | ф   | Ву                            | Woo                                | Дарлин              |
| 1998      | кор | Цветы и завесы                | Blossoms and Veils                 | Рэйвен              |
| 1998      | ф   | Форс-мажор                    | Return to Paradise                 | М. Дж. Майор        |
| 2001      | ф   | На том свете                  | Kingdom Come                       | Чариз Слокамб       |
| 2001      | ф   | Али                           | Ali                                | Соньи               |
| 2003      | ф   | Матрица: Перезагрузка         | The Matrix Reloaded                | Ниоба               |
| 2003      | ф   | Матрица: Революция            | The Matrix Revolution              | Ниоба               |
| 2003      | тф  | Маньяк Маги                   | Maniac Magee                       | взрослая Аманда Бил |
| 2004      | ф   | Соучастник                    | Collateral                         | Энни Фаррелл        |
| 2005      | мф  | Мадагаскар                    | Madagascar                         | Глория              |
| 2007      | ф   | Опустевший город              | Reign Over Me                      | Джейнин Джонсон     |
| 2008      | ф   | Женщины                       | The Women                          | Алекс Фишер         |
| 2008      | мф  | Мадагаскар 2                  | Madagascar: Escape 2 Africa        | Глория              |
| 2008      | ф   | Человеческий контракт         | The Human Contract                 | Рита                |
| 2009      | мф  | Рождественский Мадагаскар     | Merry Madagascar                   | Глория              |
| 2009—2011 | с   | Сестра Готорн                 | Hawthorne                          | Кристина Хоторн     |
| 2012      | мф  | Мадагаскар 3                  | Madagascar 3: Europe's Most Wanted | Глория              |
| 2014—2015 | с   | Готэм                         | Gotham                             | Фиш Муни            |
| 2015      | ф   | Супер Майк XXL                | Magic Mike XXL                     | Руни                |
| 2016      | ф   | Очень плохие мамочки          | Bad Moms                           | Стейси              |
| 2019      | ф   | Падение Ангела                | Angel Has Fallen                   | Хелен Томпсон       |
| 2021      | ф   | Матрица: Воскрешение          | The Matrix Resurrections           | Ниоба               |

## Дискография
- My Story (2004)
- Wicked Wisdom (2006)
- Wrath of the Wicked (2007)

## Награды и номинации
| Год  | Награда                         | Категория                                        | Фильм/Телесериал             | Результат |
| ---- | ------------------------------- | ------------------------------------------------ | ---------------------------- | --------- |
| 1997 | Image Award                     | Выдающаяся актриса в кинофильме                  | Вызов                        | Номинация |
| 1997 | Image Award                     | Выдающаяся актриса в телефильме или мини-сериале | Если бы стены могли говорить | Номинация |
| 1998 | Blockbuster Entertainment Award | Полюбившаяся актриса в жанре «ужасы»             | Крик 2                       | Номинация |
| 2001 | Black Reel Award                | Лучшая театральная актриса                       | Замороченные                 | Номинация |
| 2001 | Image Award                     | Выдающаяся актриса в кинофильме                  | Замороченные                 | Номинация |
| 2002 | Image Award                     | Лучшая актриса второго плана в кинофильме        | Али                          | Номинация |
| 2003 | Teen Choice Award               | Выбор актрисы кино — Драма/Приключения           | Матрица: Перезагрузка        | Номинация |
| 2003 | Interactive Achievement Award   | Лучшая озвучка в игре                            | Enter the Matrix             | Победа    |
| 2003 | Glow Award                      | Лучшая озвучка в игре                            | Enter the Matrix             | Победа    |
| 2004 | Image Award                     | Лучшая актриса второго плана в кинофильме        | Матрица: Революция           | Номинация |
| 2005 | BET Comedy Award                | Лучшая озвучка в анимационном фильме             | Мадагаскар                   | Номинация |
| 2005 | Black Reel Award                | Лучшая актриса второго плана                     | Соучастник                   | Номинация |
| 2005 | Image Award                     | Лучшая актриса второго плана в кинофильме        | Соучастник                   | Номинация |
| 2009 | Золотая малина                  | Худшая женская роль                              | Женщины                      | Номинация |
| 2010 | Image Award                     | Лучшая актриса в драматическом сериале           | Хоторн                       | Победа    |
| 2010 | Prism Award                     | Появление в драматическом сериале                | Хоторн                       | Номинация |
| 2011 | Image Award                     | Лучшая актриса в драматическом сериале           | Хоторн                       | Номинация |
| 2012 | Vision Award                    | Лучшее появление в драматическом сериале         | Хоторн                       | Победа    |